# Бохто
Бохто — село в Александрово-Заводском районе Забайкальского края России. Административный центр сельского поселения «Бохтинское».

## География
Село находится в северо-восточной части района, на левом берегу реки Газимур, на расстоянии примерно 20 километров (по прямой) к северо-востоку от села Александровский Завод. Абсолютная высота — 753 метра над уровнем моря.
Климат
Климат характеризуется как резко континентальный с продолжительной холодной малоснежной зимой и сравнительно тёплым летом. Средняя температура воздуха самого холодного месяца (января) составляет −26,8 °C; средняя температура самого тёплого месяца (июля) — 17,1 °C. Среднегодовое количество атмосферных осадков составляет 350—410 мм. Продолжительность безморозного периода составляет от 110 до 120 дней в году.
Часовой пояс
Село Бохто находится в часовой зоне МСК+6. Смещение применяемого времени относительно UTC составляет +9:00.

## История
Основано в 1808 году.

## Население
| 2010 | 2021 |
| ---- | ---- |
| 395  | ↘319 |

Половой состав
По данным Всероссийской переписи населения 2010 года в гендерной структуре населения мужчины составляли 52,2 %, женщины — соответственно 47,8 %.
Национальный состав
Согласно результатам переписи 2002 года, в национальной структуре населения русские составляли 99 % из 523 чел.

## Улицы
Уличная сеть села состоит из десяти улиц.